# Артур Генрі Рострон
Сер Артур Генрі Рострон (англ. Sir Arthur Henry Rostron; 14 травня 1869 — 4 листопада 1940) — британський капітан компанії Cunard Line. Командував лайнером «Карпатія», який врятував пасажирів, що вижили після потоплення «Титаніка» 15 квітня 1912 року. За порятунок тих, що вижили з «Титаніка», здобув широку популярність. Був нагороджений Золотою медаллю Конгресу, а після Першої світової війни — орденом Британської імперії. У 1931 році отримав звання комодора.